# Buck Angel

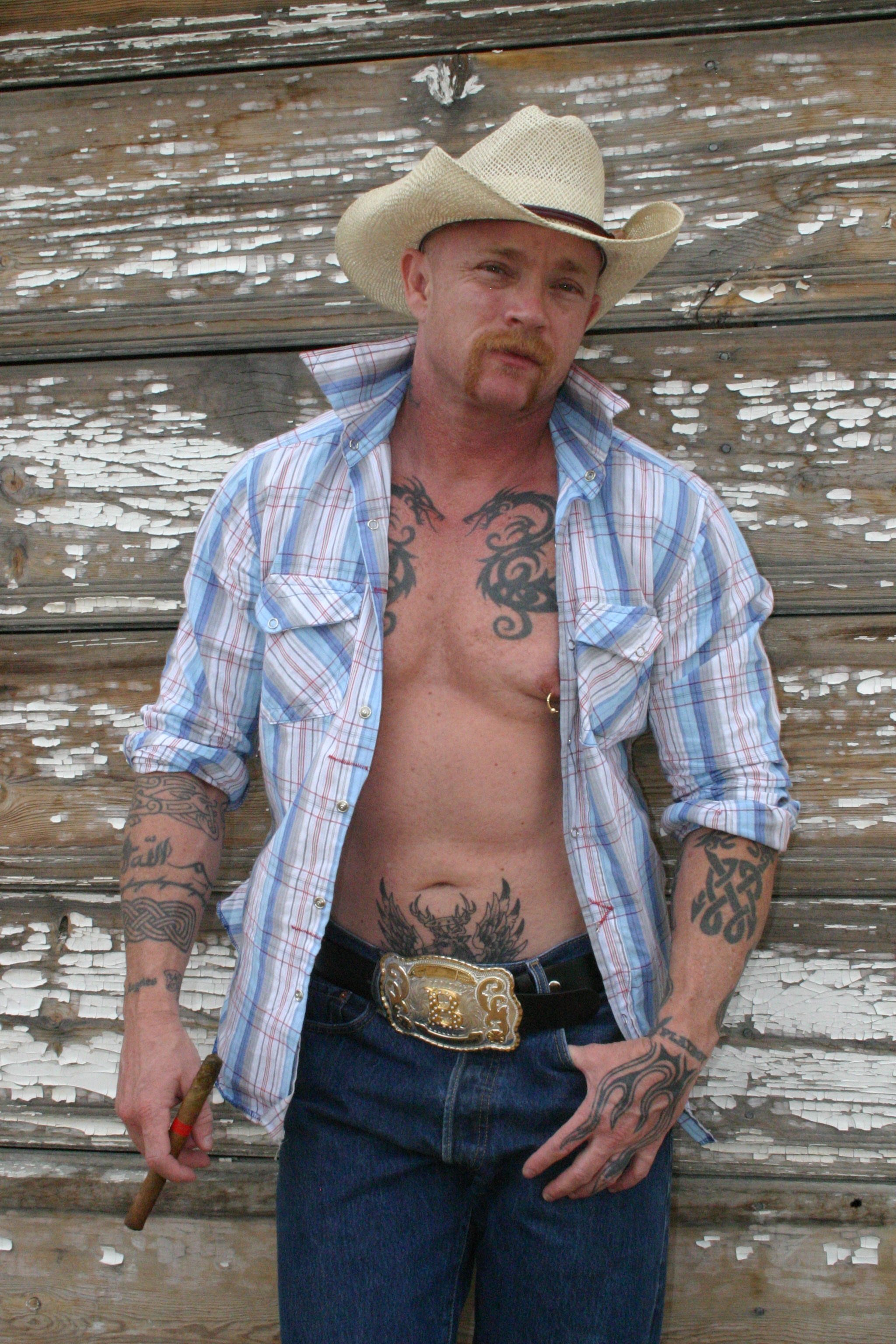
Buck Angel

Buck Angel (* 5. Juni 1962 in Yucatan, Mexiko) ist ein transsexueller US-amerikanischer Pornodarsteller und Regisseur von Pornofilmen. Seine eigenen Produktionen sind unter dem Sammelbegriff Man with a pussy bekannt.

## Leben
Er ist der Gründer der Produktionsfirma Buck Angel Entertainment und setzt sich unter anderem als Mitglied des Vorstands der Woodhull Freedom Foundation für sexuelle Aufklärung und sexuelle Freiheit ein.
Er war von 2003 bis 2014 mit der Piercerin und Autorin Elayne Angel verheiratet.

## Filmografie

### Pornografische Filme
- 2004: Buck's Beaver
- 2005: The Adventures of Buck Naked
- 2005: Cirque Noir
- 2005: Allanah Starr's Big Boob Adventures
- 2006: Buck Off
- 2006: V for Vagina
- 2006: The Buck Stops Here
- 2007: Even More Bang for Your Buck Vol.1
- 2008: Even More Bang for your Buck Vol.2
- 2008: Buckback Mountain
- 2009: Ultimate Fucking Club Vol. 1
- 2009: Ultimate Fucking Club Vol.2
- 2010–12: Sexing The Transman XXX Series
- 2016: Girl/Boy (Evil Angel)

### Dokumentationen
- 2008: NAKED
- 2012: Sexing the Transman
- 2013: Mr. Angel
- 2016: The Trans List (HBO)
- 2016: Finding Kim
- 2016: BLOWN

### Mainstream-Medien
- 1993: Porno for Pyros - "Cursed Female"
- 2015: Technical Difficulties of Intimacy
- 2016: Appeared in the video for "Bi", a song by Alicia Champion.
- 2016: Loki Starfish – "Shivers are Proof (Paris)"

## Auszeichnungen
- 2007: AVN Award: Transsexual Performer of the Year[3]
- 2008: Nominierungen für Buckback Mountain (2007), GayVN Award „Best Alternative Release“ und „Best Specialty Release“[4]
- 2015: PorYes-Award
- 2025: Aufnahme in die AVN Hall of Fame[5]